# Albert, piąty muszkieter
Albert, piąty muszkieter (ang. Albert, the 5th Musketeer, fr. Albert, le 5eme Mousquetaire, 1994) – niemiecko-kanadyjsko-brytyjsko-francuski serial animowany realizowany we współpracy France Animation, BBC Worldwide i Ravensburber. W Polsce serial był dawniej emitowany na kanale TVP1 w II połowie lat 90 z polskim dubbingiem.

## Fabuła
Adaptacja powieści Alexandra Dumasa Trzej muszkieterowie. Francja, wiek XVI. Do czwórki muszkieterów: D’Artagnana, Porthosa, Aramisa i Arthosa dołącza Albert, najmniejszy muszkieter we Francji. Razem z nimi walczy w obronie króla Francji z Kardynałem Richelieu i jego służącą Milady.

## Wersja polska
Wersja polska: Telewizyjne Studia Dźwięku Warszawa

Dialogi: Adam Kower na podstawie tłumaczenia Włodzimierza Rakowskiego

Montaż: Danuta Rajewska

Operator dźwięku: Agnieszka Stankowska

Kierownik produkcji: Krzysztof Mitura

Reżyseria: Dorota Kawęcka

Tekst piosenki: Andrzej Brzeski

Opracowanie muzyczne: Jacek Bończyk

Śpiewali: Mariusz Bieliński, Arkadiusz Jakubik i Jacek Bończyk
Wystąpili:
- Maciej Damięcki – Albert
- Tadeusz Borowski – Kardynał Richelieu
- Joanna Jędryka – Milady
- Edyta Jungowska – Królowa
- Włodzimierz Press – Król
- Tomasz Grochoczyński – De Tréville
- Ryszard Olesiński – D’Artagnan
- Piotr Grabowski
- Kazimierz Mazur
- Kazimierz Wysota

## Lista odcinków
| Nr  | Tytuł polski                 | Tytuł francuski            |
| --- | ---------------------------- | -------------------------- |
| 01. | Nowe buty króla              | Les escarpins du Roi       |
| 02. |                              | Le gorille de Sa Majesté   |
| 03. | Złota kareta króla           | Le carosse d’or            |
| 04. |                              | Le complexe du Roi         |
| 05. |                              | La cuisine royale          |
| 06. | Portret pamięciowy           | Le portrait robot          |
| 07. | Skarb Anatola                | Le trésor d'Anatole        |
| 08. | Perfumy królowej             | Patchouli pour la Reine    |
| 09. |                              | Le Roi des voleurs         |
| 10. | Szpieg                       | L'espion                   |
| 11. | Wyprawa po kakao             | La mission cacao           |
| 12. | Niania królowej              | La nounou de la Reine      |
| 13. | Ogród królowej               | Le jardin de Sa Majesté    |
| 14. |                              | L'affaire de la perruque   |
| 15. | Królewski błazen             | Le bouffon du Roi          |
| 16. |                              | Les gammes de Buckingham   |
| 17. |                              | Le comte de Quicostro      |
| 18. | Powrót Królowej Matki        | Le retour de la Reine mère |
| 19. | Historia z poduszką          | Le complot de l'oreiller   |
| 20. |                              | La journée du mousquetaire |
| 21. | Duchu kim jesteś?            | Vous avez dit fantôme      |
| 22. |                              | L'ambassadeur              |
| 23. | Żółwie królowej              | Les tortues de la Reine    |
| 24. | Marysia Okruszek             | Mauricette Croûton         |
| 25. | Truskawki dla króla          | Des fraises pour le Roi    |
| 26  | Sobowtór Księcia Buckinghama | La doublure du duc         |